# Faustino Hernández
Faustino Hernández Álvarez (Culiacán, Sinaloa; 15 de febrero de 1963 - Ibidem, 30 de septiembre de 2024) fue un político mexicano, miembro del Partido Revolucionario Institucional, Ingeniero Agrónomo con especialidad en fitotecnia, egresado de la Universidad Autónoma de Sinaloa. Durante 27 años se desempeñó como Profesor e Investigador de la UAS, institución de la que es jubilado. Desde 1984 fue militante del Partido Revolucionario Institucional, donde ha sido Consejero Político Municipal, Estatal y Nacional. Fue funcionario del gobierno municipal de Culiacán, ocupando el cargo de Director de Enlace con Sindicaturas. También fue Regidor en el Ayuntamiento de Culiacán. Agricultor y ganadero, llegó a ser líder de organizaciones del sector productivo. Fue Presidente de la Asociación Estatal de Usuarios de Riego y Presidente de la Unión Ganadera Regional de Sinaloa. Fue Diputado local en dos ocasiones en el Congreso del Estado de Sinaloa. En la 63 Legislatura fue Presidente de la Comisión de Recursos Hidráulicos y Secretario de la Comisión de Hacienda Pública y Administración. Fue Presidente de la Liga de Comunidades Agrarias y Sindicatos Campesinos del Estado de Sinaloa. Era candidato común del PRI, PAN y PRD a la Presidencia Municipal de Culiacán. Fue asesinado en un enfrentamiento en sector Tres Ríos.

## Biografía
- Nació en Laguna de Canachi, Sindicatura Baila, Culiacán, Sinaloa, el 15 de febrero de 1963